# Casa Saladrigas
|  | No s'ha de confondre amb Can Saladrigas. |

La Casa Saladrigas és una obra del municipi de Blanes (Selva) inclosa en l'Inventari del Patrimoni Arquitectònic de Catalunya.

## Descripció
L'edifici presenta façana a tres carrers i és de planta rectangular, amb tres pisos i golfes. Destaquen els timpans que decoren les entrades principals, les balconades a les dues cantonades amb baranes de ferro forjat molt ben treballades i les cobertes a diferent nivell. Al tercer pis s'obren set finestres amb arc de mig punt. A la cantonada de mar, entre el primer i el segon pis hi ha un rellotge de sol. S'utilitza com a sala d'exposicions.

## Història

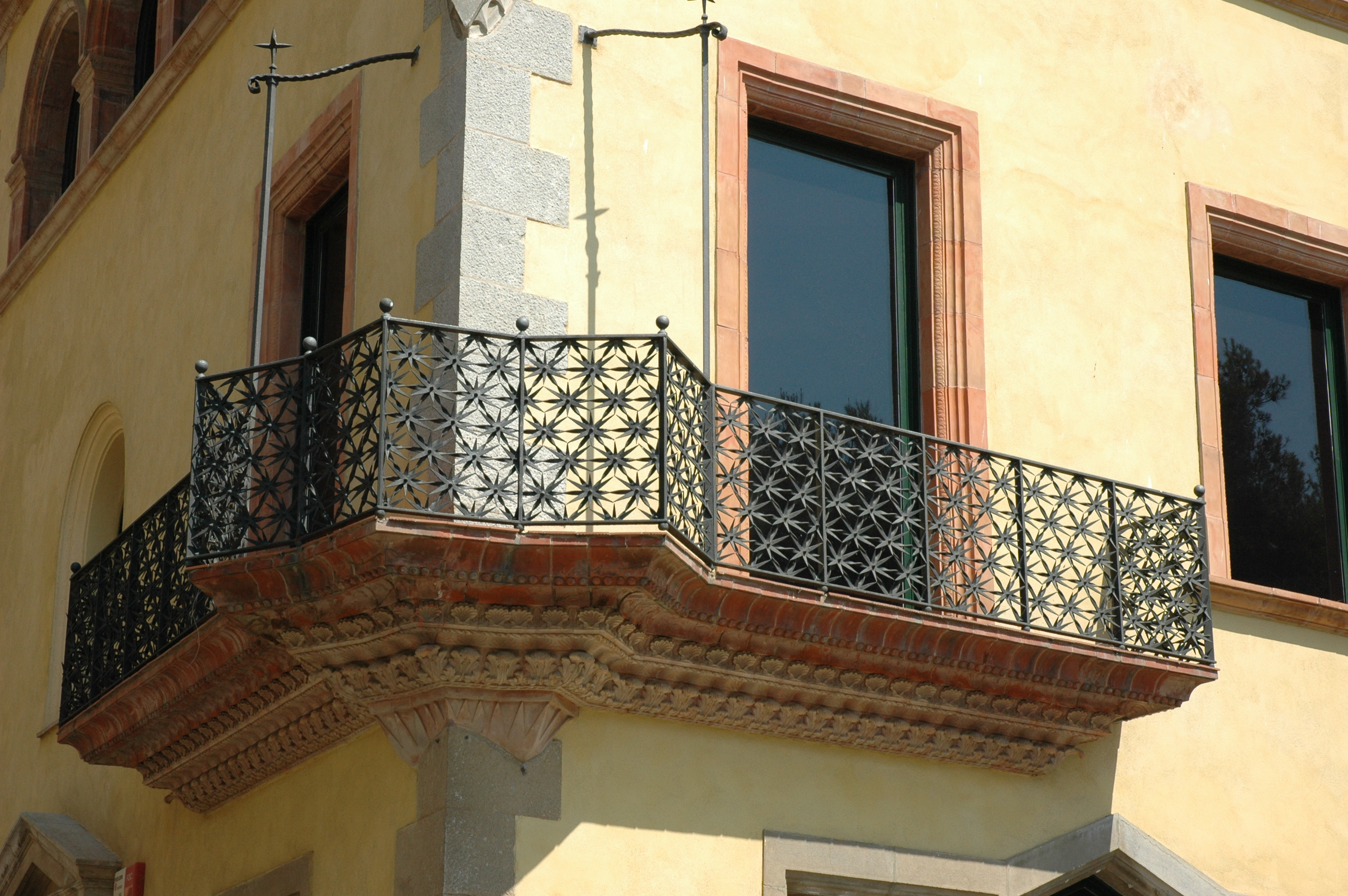
Detall balconada

Casa construïda entre 1926 i 1931, un cop derruïda l'original, per l'arquitecte Isidre Puig i Boada (1891-1987) per encàrrec de l'empresari Manuel Saladrigas Freixa (1872-1949). L'arquitecte Isidre Puig Boada fou deixeble d'Antoni Gaudí i director de l'obra de la Sagrada Família de Barcelona a la seva mort. L'empresari Manuel Saladrigas era un industrial que tenia una fàbrica tèxtil al Poble Nou de Barcelona i estiuejava a Blanes. En aquella zona hi vivien i donaven classe diversos mestres, d'aquí que el passeig s'anomeni actualment “de la Mestrança”.
Durant la Guerra Civil, a més de classes particulars, s'hi van celebrar misses clandestines organitzades pel mossèn Agustí de Blanes. La casa va ser conservada per la filla de Manuel Saladrigas, Teresa, i va resistir a l'embat constructiu dels seixanta fins que fou protegida per l'Ajuntament als vuitanta i adquirida pel mateix Ajuntament a finals dels anys noranta. El 13 d'abril de 2003 es va inaugurar la restaurada Casa Saladrigas com a Sala d'exposicions municipal en un acte multitudinari.